# Криворізька сільська рада
| Криворізька сільська рада — колишній орган місцевого самоврядування у Добропільському районі Донецької області з адміністративним центром у с. Криворіжжя. Сільській раді були підпорядковані населені пункти: - с. Криворіжжя - с. Надія - с. Завидо-Борзенка - с. Завидо-Кудашеве - с. Зелене - с. Новокриворіжжя - с. Новомар'ївка - с. Новофедорівка - с. Ракша |

## Склад ради
Рада складалася з 14 депутатів та голови.

## Керівний склад сільської ради
| ПІБ                   | Основні відомості                                                         | Дата обрання | Дата звільнення |
| --------------------- | ------------------------------------------------------------------------- | ------------ | --------------- |
| Білоус Юрій Петрович  | Сільський голова, 1947 року народження, освіта, член Партії регіонів      | 26.03.2006   | 01.09.2007      |
| Бойко Галина Єгорівна | Сільський голова, 1960 року народження, освіта, позапартійна              | 16.03.2008   | 31.10.2010      |
| Бойко Галина Єгорівна | Сільський голова, 1960 року народження, освіта вища, член Партії регіонів | 31.10.2010   |                 |

Примітка: таблиця складена за даними джерела